# 8536 Måns
8536 Måns è un asteroide della fascia principale. Scoperto nel 1993, presenta un'orbita caratterizzata da un semiasse maggiore pari a 3,0139195 UA e da un'eccentricità di 0,0809375, inclinata di 8,51485° rispetto all'eclittica.